# 王宝灿
王宝灿（1931年—），男，福建惠安人，中国地貌学家，华东师范大学教授、博士生导师。曾任华东师范大学河口海岸研究所副所长。